# Char G1
Char G1 — проект 1936—1940 годов по разработке французских пехотных танков, которыми предполагалось заменить существующие Renault D2.

## История создания
Разработкой проектов с 1936 по 1940 год занимались пять компаний (ещё две компании — FCM и SOMUA, прекратили участие в конкурсе на ранней стадии разработок):
- G1P (Societe d'Etudes et d'Applications Mecaniques, сокр. SEAM) разрабатывался под руководством Понятовского; собран один прототип без башни и без вооружения; был наиболее близок к завершению, но так и не был завершен (прекращен в 1939 году из-за недостатка финансирования);
- G1B (Baudet-Donon-Roussel, сокр. BDR) — разработка велась непосредственно компанией ARL, индекс BDR был присвоен разработчику электрической трансмиссии для танка. Собран деревянный макет; разработка прекращена в 1939 году в пользу проектов других компаний. Дальнее развитие G1B отразилось в штурмовой САУ ARL 40;
- G1L (Lorraine) — собран металлический макет; прекращен в 1939 году в пользу проектов других компаний;
- G1F (Fouga) — не вышел из стадии проекта; прекращен в 1939 году в пользу проектов других компаний;
- G1R (Renault) разрабатывался под руководством Луи Рено; собран деревянный макет; проект прекращен в 1940 году в связи с военным поражением Франции.

Проект танка соединял в себе наиболее продвинутые французские разработки в области танкостроения того времени. По вооружению и мобильности танк G1 был сопоставим с советским Т-34 и американским M4 «Шерман», но обладал несколькими новаторскими решениями, такие как система стабилизации орудия, система полуавтоматического заряжания и оптический дальномер. К 1940 году все работы по танку были свёрнуты, так как проект не соответствовал требованиям Управления пехоты.

## Описание конструкции

### Разработка башни
Особое место в программе G1 занимала конструкция башни. 
Фирма Renault, вначале выступившая с собственным проектами (башня с круговым вращением и казематного типа), летом 1938 года была вынуждена от них отказаться после появления требования о стабилизации вооружения. 
При проектировании G1B инженеры фирмы ARL единственными из всех решили использовать башню АРХ 4, а в корпусе разместить 75-мм гаубицу SA 35, но этот проект был отвергнут Управлением пехоты из-за невозможности размещения в ней крупнокалиберного орудия. 
Таким образом, всё свелось к «унификации» башен, из которых предлагалось выбрать две: FCM F1 или ARL 3. Башня ARL 3 имела диаметр погона 1,88 м и была оснащена поликом. Для её установки требовалось сконструировать длинную и широкую подбашенную коробку, а сделать это можно было только на 35-тонных танках (проекты Lorraine, BDR, Fouga). В ходе транспортировки по железным дорогам предусматривалась возможность демонтажа командирской башенки. Рисунков или схем ARL 3 не сохранилось, но, судя по техническому описанию, она могла быть похожа на FCM F1.
Конструкция башни FCM F1 предлагалась как решение для 35—45-тонных танков. Она имела погон 1,85 м и являлась модифицированным вариантом башни FCM F4, отличаясь простотой в эксплуатации и просторностью. В самой башне располагалась первоочередная боеукладка из двенадцати 75-мм выстрелов, остальная часть боекомплекта размещалась в корпусе и подавалась в башню при помощи полуавтоматической кулисы; подобное решение применялось на советских танках с 1950-х годов.

## Модификации
- G1P (Societe d'Etudes et d'Applications Mecaniques, сокр. SEAM), проектная масса 26 тонн, электрическая трансмиссия.
- G1L (Lorraine), проектная масса 36 тонн.
- G1B (ARL при поддержке Baudet-Donon-Roussel, сокр. BDR), проектная масса 37,5 тонн, электрическая или гидромеханическая трансмиссия, дизель 350 л.с.
- G1F (Fouga), проектная масса около 35 тонн. Документы по техническим данным танка пока не обнаружены; заявленные характеристики такие же, как и для G1B.
- G1R (Renault), проектная масса 32 тонны.
- G1 (FCM), расчётная масса 20 тонн. FCM, представив свой проект, очень скоро прекратила работы по «20-тонному танку».
- G1 (SOMUA), расчётная масса 20 тонн. Компания отказалась от дальнейших работ по танку.

Компания Batignolles-Châtillon также объявила о разработке собственного танка, но не представила его.